# キオッジャ
キオッジャ（伊: Chioggia）は、イタリア共和国ヴェネト州ヴェネツィア県にある都市で、その周辺地域を含む人口約48,000人の基礎自治体（コムーネ）。県内第2位の人口を有するコムーネである。旧市街はヴェネツィア潟南端の島の上に築かれている。

## 名称
標準イタリア語以外では以下の名称を持つ。
- ヴェネト語キオッジャ方言 (it) : Ciôxa　/'ʧoza/ [4]

## 地理

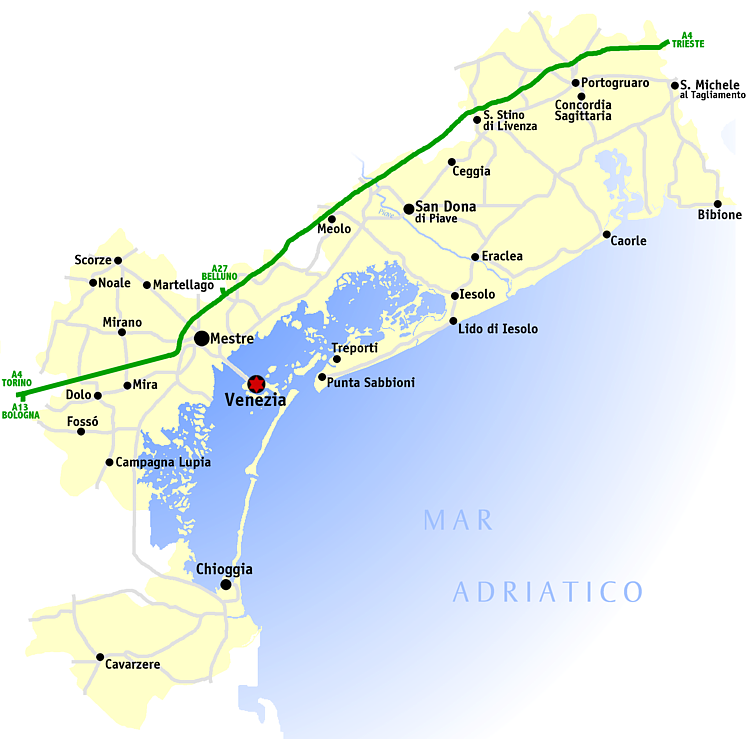
ヴェネツィア県概略図

### 位置・広がり・地勢
ヴェネツィア県南部に位置するコムーネで、西にパドヴァ県、南にロヴィーゴ県と接する。キオッジャの町は、ヴェネツィア潟とポー川デルタに挟まれてアドリア海に突き出した、小さな半島状の地域に位置する。ヴェネツィアとフェッラーラのほぼ中間に位置し、パドヴァ、ロヴィーゴからは約50km離れている。
歴史的な中心市街はヴェネツィア潟（ラグーナ）南端に位置しており、運河で隔てられ橋で結ばれた小さな島々の上に築かれている。ヴェネツィアと異なり、大部分の地域では自動車や公共交通機関の通行が可能である。
市域東部のソットマリーナ島 (Sottomarina) は、ラグーナとアドリア海を隔てて連なる島々の最南端にあたる。ソットマリーナは単独の市街地を形成しており、キオッジャ旧市街とは橋で結ばれている。
市域の西部および南部の本土に位置する地域は、アドリア海に注ぐブレンタ川とアディジェ川の下流域にあたり、多くの分流や運河が流れている。

#### 隣接コムーネ
隣接するコムーネは以下の通り。括弧内のPDはパドヴァ県、ROはロヴィーゴ県所属を示す。
| - カンパーニャ・ルーピア - カヴァルツェレ - コデヴィーゴ (PD) - コーナ - コッレッツォラ (PD) - ロレーオ (RO) - ロゾリーナ (RO) - ヴェネツィア |

### 気候分類・地震分類
気候分類では、zona E, 2313 GGに分類される。
また、イタリアの地震リスク階級 (it) では、zona 3 (sismicità bassa) に分類される。

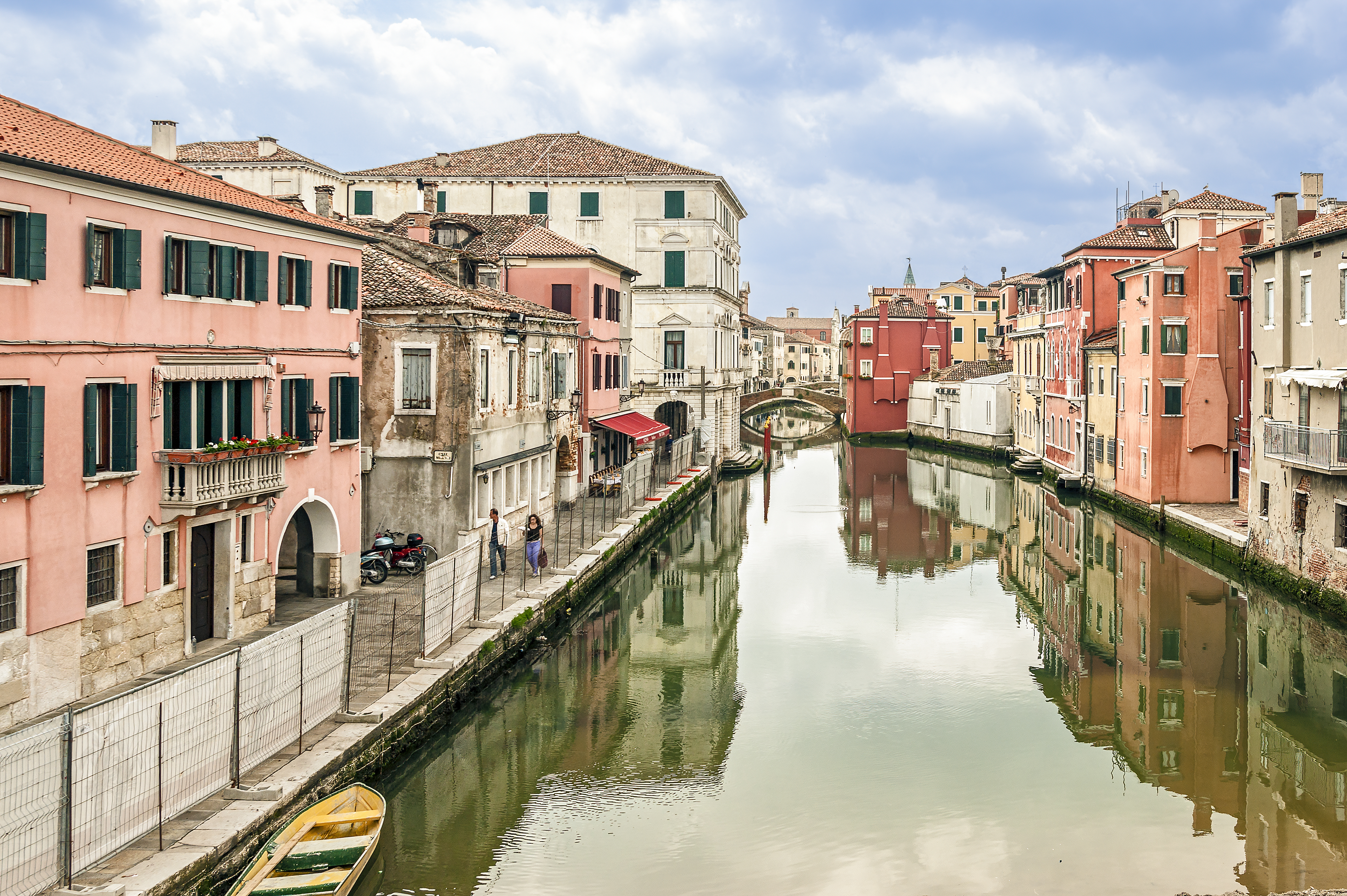
Canal Vena
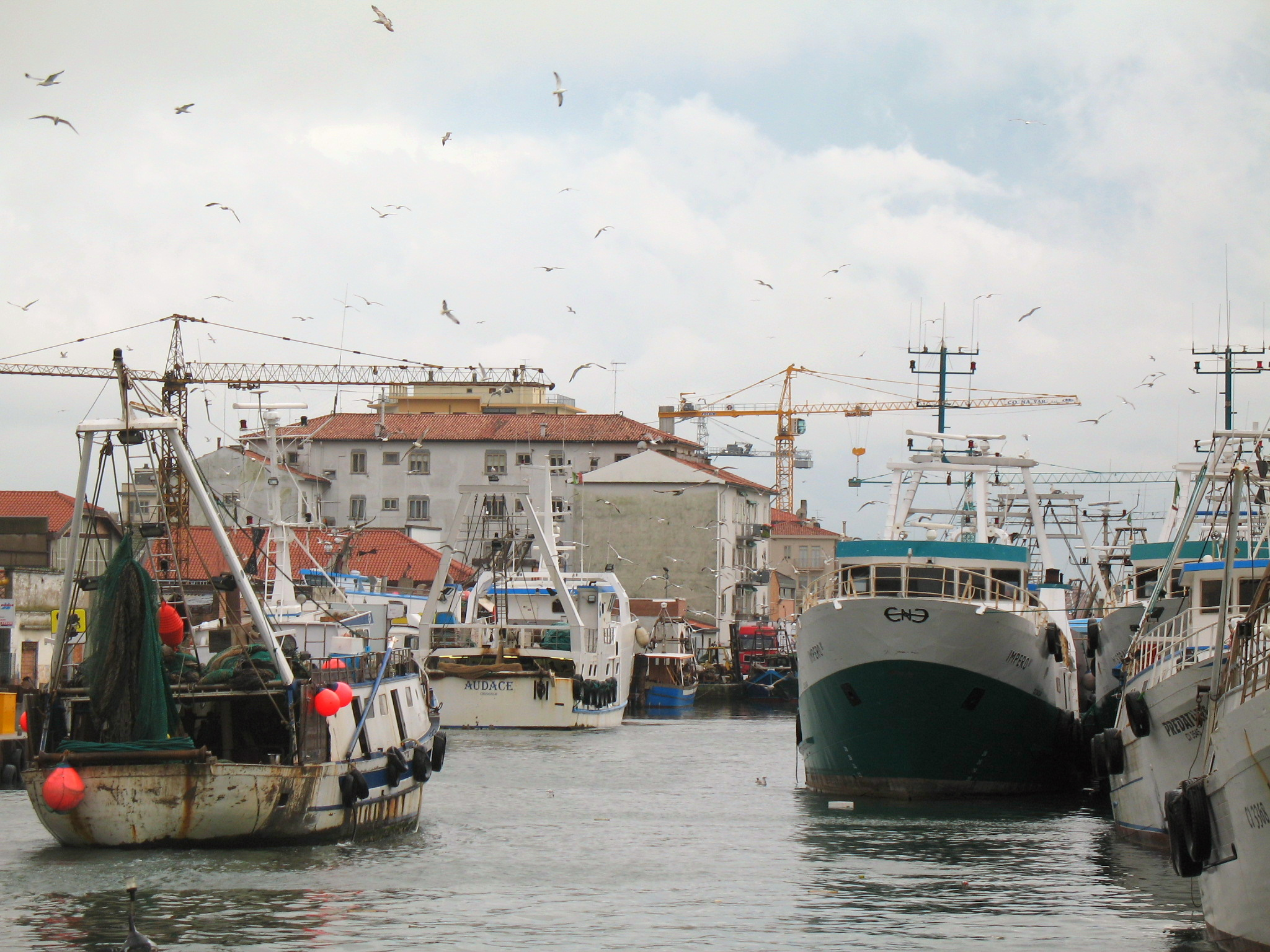
Canale San Domenico

## 歴史
キオッジャの起源はヴェネツィアと同様に伝説の域に埋もれている。実際に「アンテーノレ」が敗北してトロイアからアクイッロ(Aquilio)とクローディオ(Clodio)と一緒に逃げ、アドリア海の海岸に避難場所を見つけた伝説は次の様に連想を起こさせる。アクイッロ、アンテーノレ、クローディオはそれぞれ、アクイレーイア、パドヴァ、クローディア(Clodia)という地域共同体を作った。最後には、クローディオは赤い立ち上がった獅子の印をトロイアの記憶の為に選んだ。クローディアと言う名前は世紀を経る毎にクルーザ(Cluza)、クルージャ(Clugia)、キオッツァ(Chiozza)と変わりキオッジャ(Chioggia)となった。
5世紀に書かれた古い資料には、街はビザンティン帝国の一属州の一部となったとある。中世には街は独立コムーネとなり、1110年には司教座となった。
歴史上重要な1ページはキオッジャの戦いと呼ばれるジェノヴァとヴェネツィアとの戦いである。1379年、街はジェノヴァの手に落ち、1380年にはヴェネツィアが取り戻した。キオッジャは、1797年にナポレオンの手によりヴェネツィア共和国が滅亡させられるまでその一部となった。
続いてカンポ・フォルミオ条約により1798年に街はオーストリアに組み入れられた。1866年にイタリア軍が街を解放しイタリア王国に併合されるまで、オーストリアとフランスが交互に街を支配した。
第二次世界大戦中は連合国の空軍の絨毯爆撃の危険にさらされた。市民の蜂起のおかげで、ナチスのファシストは降伏し、1945年4月27日街は連合軍により解放された。

## 行政

### 分離集落
キオッジャには以下の分離集落（フラツィオーネ）がある。
- Cà Bianca, Cà Lino, Cà Pasqua, Cavana, Cavanella d'Adige, Isolaverde, Sottomarina, Sant'Anna, Valli, Brondolo

## 姉妹都市
- ラミア、ギリシャ 2007年
- サントロペ、フランス 2008年

## 美術の中のキオッジャ

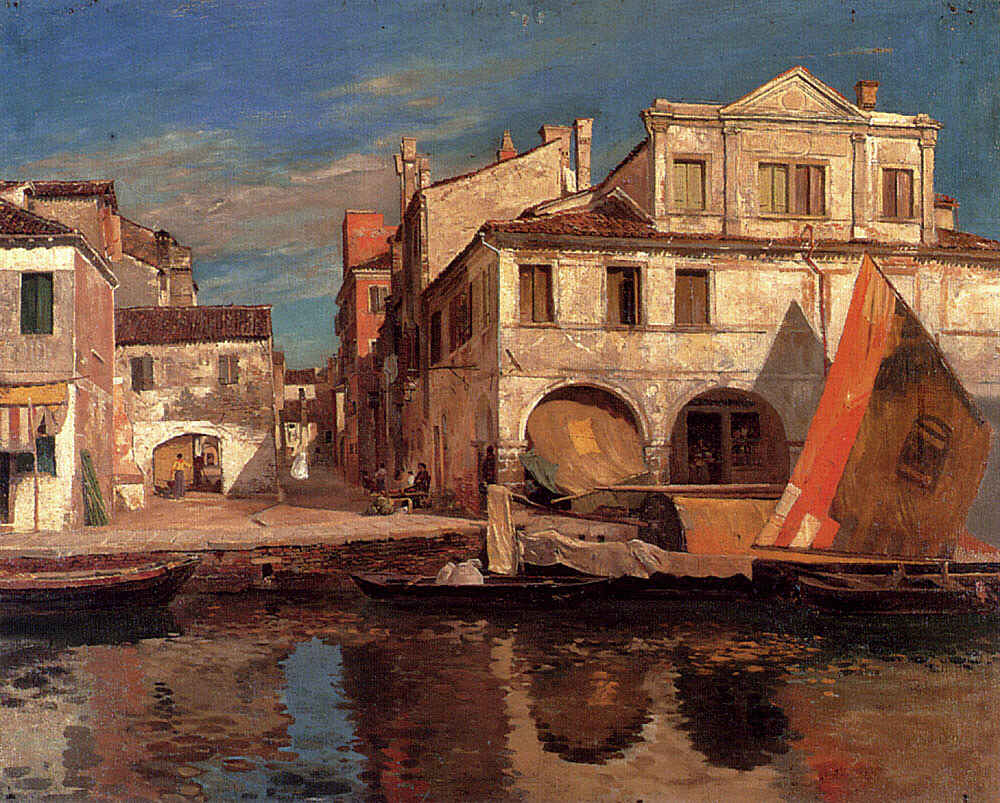
『キオッジャの運河』(1870年代) グスタフ・バウエルンファイント
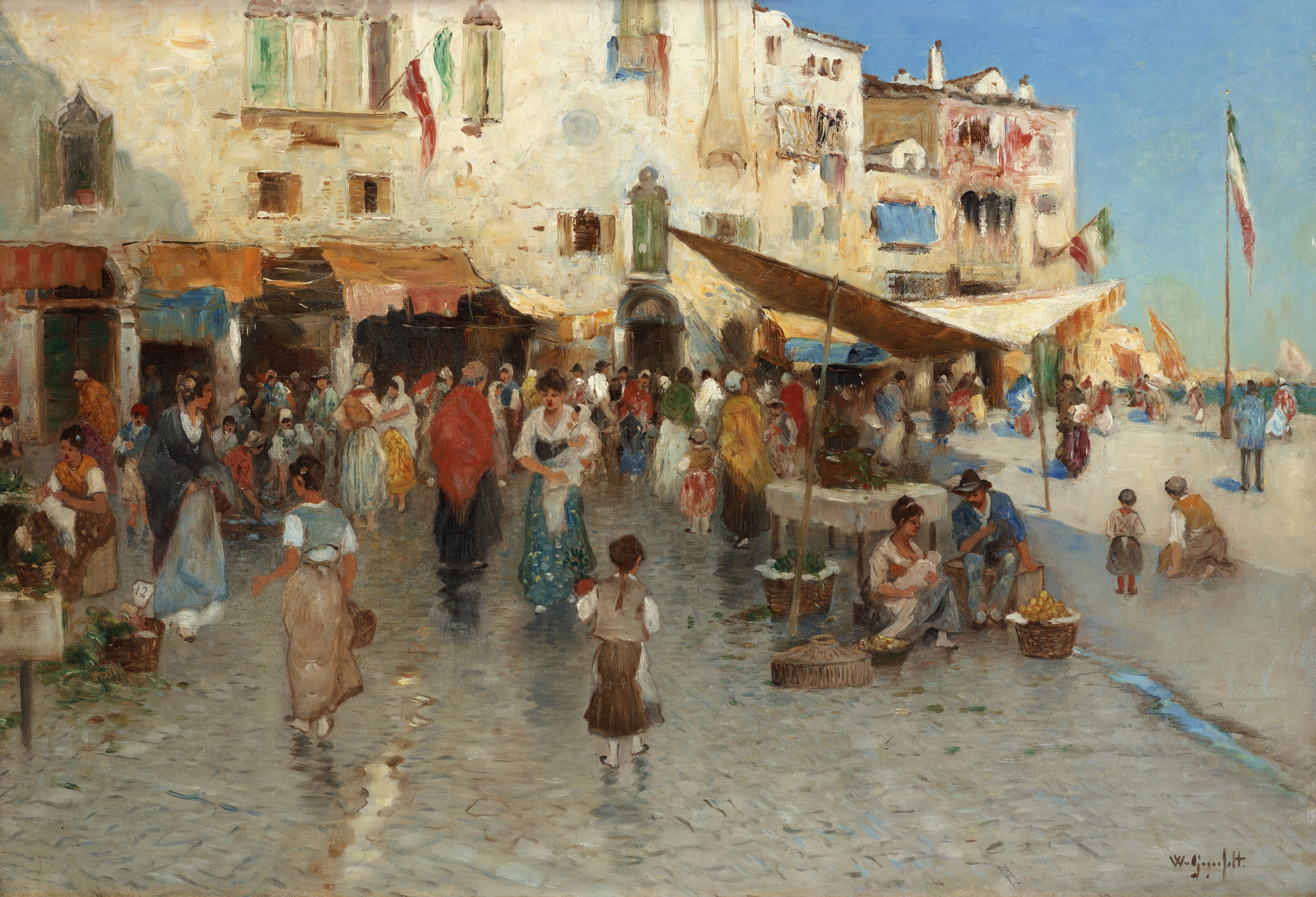
『キオッジャの魚市場』(1880年代) ヴィルヘルム・フォン・イェーゲルフェルト
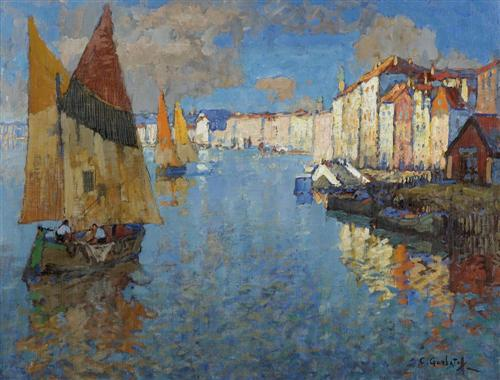
『キオッジャ』 コンスタンチン・ゴルバトフ
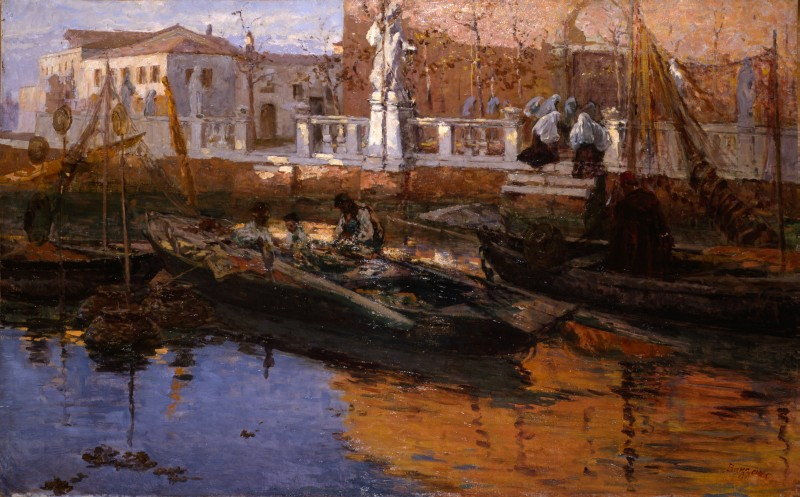
『キオッジャの夕暮』 レオナルド・バッツァーロ